# An mein Vaterland

Schmuckblatt des Lieds von 1870

An mein Vaterland (in einer späteren Version: An das Vaterland, alternative Liedtitel: Ans Vaterland, Mein Heimatland, Incipit: «O mein Heimatland! O mein Vaterland!») ist ein 1843 entstandenes und 1846 erstmals erschienenes patriotisches Gedicht von Gottfried Keller. Es wurde 1848 von Wilhelm Baumgartner vertont. Bis zur Einführung des Schweizerpsalms als offizieller Landeshymne 1961 galt das Lied als eine der inoffiziellen Nationalhymnen der Schweiz. Wie auch Rufst du, mein Vaterland wurde es oft bei Staatsakten gesungen.

## Text

### Druckfassungen
Der Text liegt in zwei leicht divergierenden autorisierten Druckfassungen vor. Die erste erschien 1846 in Gedichte, die zweite 1883 in den Gesammelten Gedichten. Varianten sind kursiv hervorgehoben.
| An mein Vaterland (Fassung 1846) O mein Heimatland! O mein Vaterland! Wie so innig, feurig lieb’ ich Dich! Schönste Ros’, ob jede mir verblich, Duftest noch an meinem öden Strand! Als ich arm, doch froh, fremdes Land durchstrich, Königsglanz mit Deinen Bergen maß, Thronenflitter bald ob Dir vergaß: Wie war da der Bettler stolz auf Dich! Als ich fern Dir war, o Helvetia! Faßte manchmal mich ein tiefes Leid; Doch wie kehrte schnell es sich in Freud’, Wenn ich Einen Deiner Söhne sah! O mein Schweizerland, all’ mein Gut und Hab’! Wenn dereinst mein banges Stündlein kommt, Ob ich Schwacher Dir auch Nichts gefrommt: Nicht versage mir ein stilles Grab! Werf’ ich ab von mir dies mein Staubgewand, Beten will ich dann zu Gott dem Herrn: «Lasse strahlen Deinen schönsten Stern Nieder auf mein irdisch Vaterland!» | An das Vaterland (Fassung 1883) O mein Heimatland! O mein Vaterland! Wie so innig, feurig lieb’ ich dich! Schönste Ros’, ob jede mir verblich, Duftest noch an meinem öden Strand! Als ich arm, doch froh, fremdes Land durchstrich, Königsglanz mit deinen Bergen maß, Thronenflitter bald ob dir vergaß, Wie war da der Bettler stolz auf dich! Als ich fern dir war, o Helvetia! Faßte manchmal mich ein tiefes Leid; Doch wie kehrte schnell es sich in Freud’, Wenn ich einen deiner Söhne sah! O mein Schweizerland, all’ mein Gut und Hab! Wann dereinst die letzte Stunde kommt, Ob ich Schwacher dir auch nichts gefrommt, Nicht versage mir ein stilles Grab! Werf’ ich von mir einst dies mein Staubgewand, Beten will ich dann zu Gott dem Herrn: «Lasse strahlen deinen schönsten Stern Nieder auf mein irdisch Vaterland!» |

### Entstehung

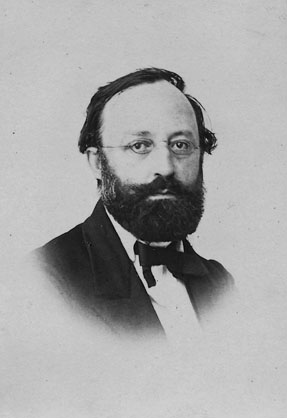
Gottfried Keller

O mein Vaterland ist eines der frühesten überlieferten Gedichte Kellers. Er schrieb es am 13. September 1843, mit 24 Jahren, im ersten Schreibbuch (Ms. GK 3) nieder. Zwei Ereignisse in Kellers Leben waren massgeblich für die Entstehung des Gedichtes. 
Im April 1840 war er, 20-jährig, hoffnungsvoll nach München im Königreich Bayern aufgebrochen, um sich als Maler zu etablieren. Zweieinhalb Jahre später, im November 1842, musste er unverrichteter Dinge, mittellos und niedergeschlagen wieder nach Zürich zurückkehren. Der Eindruck des Scheiterns und einer vertanen Jugend nagte schwer an seinem Selbstbewusstsein. Dies spiegelt sich in jenen Versen wider, wo sich das lyrische Ich als «arm», «Bettler» und «Schwacher» inszeniert. Die Erfahrung des Fremdseins in einer Monarchie fernab seiner heimischen Republik verarbeitete Keller in der zweiten und dritten Strophe. 
Im Juli 1843 las Keller zum ersten Mal Anastasius Grüns Schutt. Dichtungen (1835) und Georg Herweghs Gedichte eines Lebendigen (1841), pathetische, überladene Vormärzlyrik, die er fortan begeistert imitierte und die ihn zur politischen Radikalisierung animierte. Sie prägte auch Duktus und Habitus von An mein Vaterland. 
Keller nahm an den politischen Entwicklungen der Regenerationszeit regen Anteil. Bereits 1839 war er anlässlich des Züriputsches den Liberalen zur Hilfe geeilt. 1844 und 1845 nahm er an den Zürcher Freischarenzügen gegen Luzern teil. Er war damals noch gläubig, was sich in der letzten Strophe zeigt. Erst 1849 vollzog er durch seine Bekanntschaft mit Ludwig Feuerbach seine «Wende zur Diesseitigkeit».
Keller nahm An mein Vaterland 1846 in seine erste Sammlung Gedichte auf. Das Gedicht bildet hier den Auftakt zur Gruppe Schweizerisches (in der Abteilung Vermischte Gedichte), deren sechs weitere Gedichte, wie sich Walter Morgenthaler ausdrückte, «wenig Erbauliches zur Sprache bring[en]». Waldstätte richtet sich höhnisch gegen die vier Urschweizer Kantone, die dem Konservatismus verfallen seien und nun «wie vier Leichen» dalägen. In Loyolas wilde verwegene Jagd wettert Keller gegen die Jesuiten, in Pietistenwalzer gegen das «paradiesisch[e] Gesindel» der Pietisten, im Apostatenmarsch gegen die konservativen Kantone. Den Kranz schliessen zwei Gelegenheitsgedichte: Auf Martin Distelis Tod besingt den am 18. März 1844 verstorbenen liberalen Polemiker Martin Disteli, Bei Robert Steigers Befreiung und Ankunft in Zürich den Luzerner liberalen Politiker Jakob Robert Steiger, der für seine Teilnahme an den Freischarenzügen zunächst zum Tode verurteilt wurde, dann fliehen konnte und in Zürich frenetisch empfangen wurde. Beide sind voller Schmähungen gegen die Konservativen. Inmitten dieser geifernden Polemik nimmt sich An mein Vaterland als «Widerspruch» und Kontrast aus, solcherlei Spannungen sind aber typisch für die gesamte Sammlung.
Für die 1883 erschienenen Gesammelten Gedichte strich Keller Waldstätte, Pietistenwalzer und Bei Robert Steigers Befreiung. Apostatenmarsch, Auf Maler Distelis Tod und Loyolas wilde verwegene Jagd (als Jesuitenzug) verlagerte er in die Abteilung Pandora (Antipanegyrisches). An mein Vaterland (nun als An das Vaterland), das damals bereits eines seiner beliebtesten Gedichte war, stellte er wiederum der 22 Gedichte umfassenden Abteilung Festlieder und Gelegentliches voran, «die der Harmonie das Wort zu reden scheinen, aber tatsächlich die ihnen innewohnenden Ambivalenzen nur notdürftig verdecken».

### Form
Das Gedicht besteht aus fünf (in den Auftaktversen variierten) Vierzeilern mit 5-hebigem Trochäus und durchgehend männlicher Kadenz. Die Strophenform erschien erstmals im Biedermeier der 1830er Jahre. Weil sie «keine fliessende Bewegung ermöglicht, denn die Betonungen am Versende und Versanfang hemmen den Zeilensprung», wurde sie nie wirklich populär und vornehmlich «zum Ausdruck der Ruhe, Schwere und Müdigkeit, der Trauer, Klage und Sehnsucht» verwendet. Mit Paarreim führte sie Anastasius Grün im Gedicht Die Leidtragenden (1833) ein, die Entdeckung ihrer «besonderen lyrischen Ausdrucksmöglichkeiten» war aber den Schweizern Keller (in Abendlied) und C. F. Meyer (in Schwüle) vorbehalten. Mit Kreuzreim führte sie Keller selbst im Gedicht Winternacht (1851) ein, blieb aber vorerst ohne Nachfolger. Erst 1887 wurde die Strophe von Heinrich Hart in Nachdichtungen des persischen Poeten Feisi wiederaufgenommen. Die Variante mit umarmendem Reim, die An mein Vaterland zugrunde liegt, ist so selten, dass sie in Horst Joachim Franks Standardwerk Handbuch der Strophenformen nicht erwähnt wird. Keller verstärkte den Eindruck der metrischen Starre zusätzlich, indem er in den ersten Versen jeweils eine pentameterartige Zäsur einfügte:
| x́ x x́ x x́ \|\| x́ x x́ x x́ x́ x x́ x x́ x x́ x x́ | O mein Heimatland! \|\| O mein Vaterland! Wie so innig, feurig lieb’ ich Dich! Schönste Ros’, ob jede mir verblich, Duftest noch an meinem öden Strand! |

### Handschriftliche Fassung
Die handschriftliche Fassung enthielt zwischen der vierten und fünften Strophe zwei weitere Strophen, die für den Druck gestrichen wurden. Ausserdem waren nur die Binnenverse gereimt, für den Druck wurden die Aussenverse zwecks eines zusätzlichen Reims umgeschrieben. In der zweiten und dritten Strophe gelang das einigermassen elegant und ohne grosse inhaltliche Zugeständnisse, in den anderen drei ergaben sich ungelenke Konstrukte.
Um einen Reim auf Vaterland zu generieren, schrieb Keller die Schlussverse der ersten Strophe: «Heller Stern, wenn jeder mir verblich[,] / leuchtest mir noch Trost und Hoffnung zu», zu: «Schönste Ros’, ob jede mir verblich, / Duftest noch an meinem öden Strand!», um. Nun ist Strand zwar seit dem 17. Jahrhundert als poetische Metapher «für den Ort außerhalb des eigentlichen Elementes, des Lebens usw.» belegt und gerade der öde Strand galt als «besonders poetisch», Autoren verblieben bei weiterer Ausgestaltung aber in der Regel in der Meeresmetaphorik, so Goethe in Trauerloge von 1816 mit Dünen und Stürmen («An dem öden Strand des Lebens, / Wo sich Dün auf Düne häuft, / Wo der Sturm im Finstern träuft, / Setze dir ein Ziel des Strebens») oder Tieck in der Erzählung Das grüne Band von 1792 mit einem Schiffbruch («Die Welt [...] ist mir ein öder Strand, an den mich ein unglücklicher Schiffbruch warf»). Die duftende, «schönste» Rose bei Keller ist dabei inkohärent. Ausserdem beliess Keller das Verb verbleichen, das in der Bedeutung «Glanz und Helligkeit verlieren und allmählich unsichtbar werden» eine feste Kollokation zu Himmelskörpern wie Mond und Sternen, nicht aber zu Blumen bildet.
Um einen Reim auf Grab zu generieren, änderte Keller den ersten Vers der vierten Strophe: «O mein Schweizerland! du mein Vaterland!», zu: «O mein Schweizerland, all mein Gut und Hab». Die Inversion des stehenden Ausdrucks Hab und Gut wirkt unnatürlich und hat nur wenig Parallelen bei anderen Autoren. Die prominenteste findet sich in Goethes Gedicht Begräbnis, wo ebenfalls etwas ungelenk auf Grab gereimt wird («Ein Mägdlein trug man zur Tür hinaus / Zu Grabe; / Die Bürger schauten zum Fenster heraus, / Sie saßen eben in Saus und Braus / Auf Gut und Habe.»)
In der letzten Strophe brauchte es einen Reim zu Vaterland, mit dem das Gedicht zyklisch schliesst. Zu diesem Zweck änderte Keller den Nebensatz im ersten Vers: «Wann aus Grabesnacht ich einst aufersteh’», zu: «Werf’ ich ab von mir dies mein Staubgewand». Damit kreierte er eine unschöne Inversion (mit regulärer Syntax: «Werfe ich (dies) mein Staubgewand von mir ab»). Das «Staubgewand» wirkt gesucht. Es bezeichnet ursprünglich ein mit Staub bedecktes oder zum Schutz gegen den Staub verwendetes Gewand und hier im übertragenen Sinne den menschlichen Körper, «welcher gleichsam das irdische Gewand der unsterblichen Seele bildet». Schliesslich wird auch ein ganz anderes Bild eingeführt und die Todesmetapher aus der vorangegangenen Strophe einfach wiederaufgenommen («Wenn dereinst mein banges Stündlein kommt»), wohingegen das Gedicht in der handschriftlichen Fassung in der Auferstehung am Jüngsten Gericht kulminiert.

### Inhalt
Wie schon das Versmass den Eindruck von Schwere und Trauer vermittelt, durchzieht das Gedicht auch inhaltlich ein Hauch von Melancholie und Ausweglosigkeit. Die erste, programmatische Strophe beginnt mit einer emphatischen doppelten Apostrophe an das Vaterland. In den weiteren Versen konstituiert sich ein lyrisches Ich, das seine überschwängliche Liebe für das Land kundtut, das einzige, was ihm in seinem tristen Dasein (dem «öden Strand») geblieben ist (alle anderen Rosen sind «verblichen», V. 13: «all' mein Gut und Hab'») und noch Hoffnung gibt. Die zweite und dritte Strophe bilden eine inhaltliche Einheit und künden im Präteritum von der Vergangenheit in der Fremde, biographisch gelesen von Kellers Zeit in München. In der zweiten Strophe setzt das Ich den heimischen Alpen antithetisch den «Königsglanz» und «Thronenflitter» des monarchischen Auslands gegenüber und bezeigt seinen Stolz über die republikanische Schweiz. In der dritten Strophe berichtet es vom Heimweh, unter dem es gelitten hat und das nur gelindert wurde, wenn es einem Landsmann («einem deiner Söhne») begegnet ist. Hierauf folgten in der handschriftlichen Fassung zwei weitere Strophen, die der Gegenwart und dem «Leiden an der Zwietracht im Innern» der Schweiz der 1840er Jahre gewidmet waren:

Lodert Fiebergluth dir im heißen Blut

Sengt der Zwietracht Flamme deinen Flor:

O wie schlägt so bang mein Herz empor

und es fühlet deine Schmerzen mit.

Wenn ich leider auch rüstig kämpfen muß

in der streitenden Partheien Reih'n,

werd' ich stets dem Gegner Liebe weih'n

vor dem Fremdling läugn' ich allen Zwist.

Die beiden letzten Strophen erweitern den Blick in die Zukunft und eine metaphysische Dimension. Wenn das Ich dereinst stirbt, bittet es nur um ein Grab im heimischen Boden und verspricht, vor Gott für die Heimat zu beten.

## Vertonung

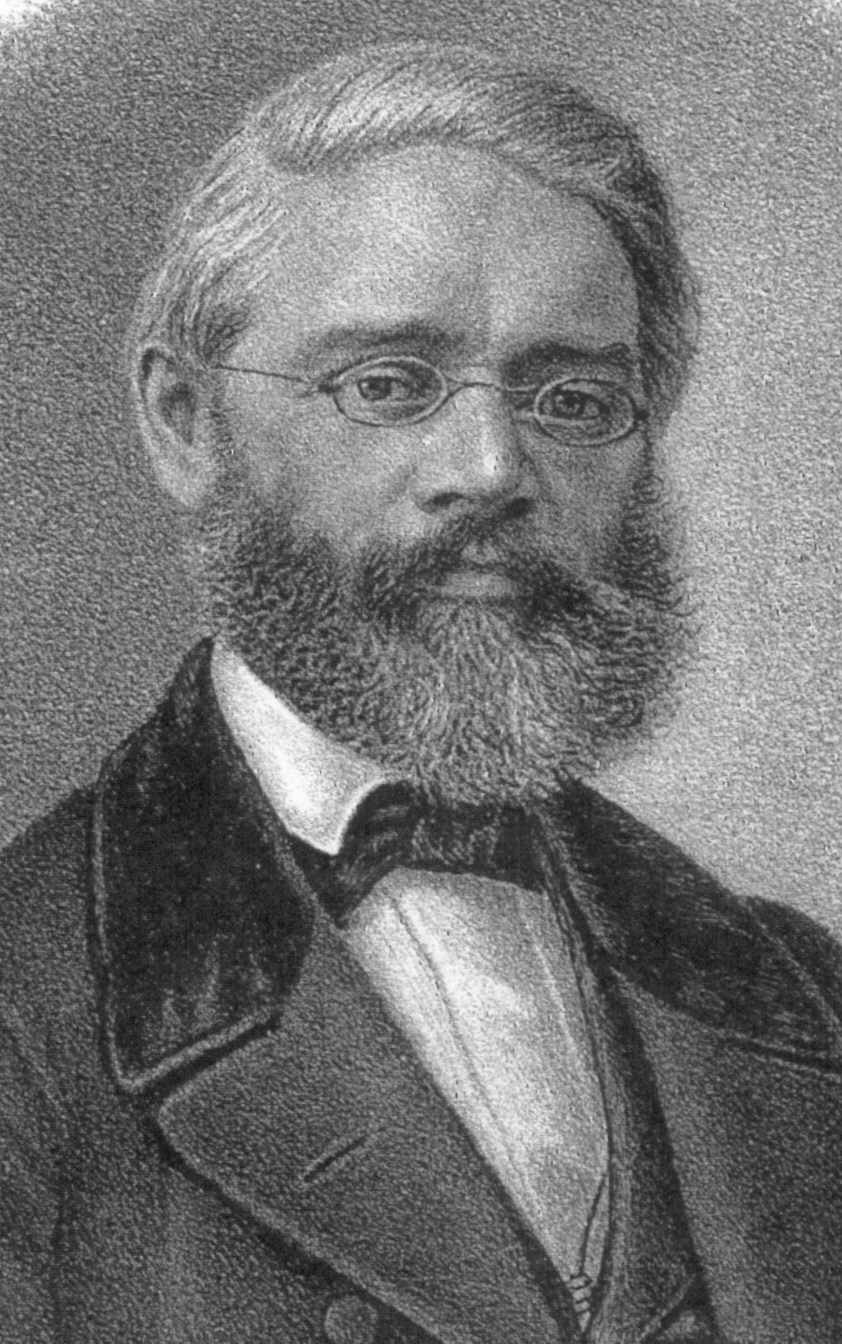
Wilhelm Baumgartner

### Entstehung
Adolf Frey berichtete 1892, Keller habe ihm einmal erzählt, dass «ihn bald nach dem Erscheinen der ersten Gedichte ein Unbekannter unter dem Helmhaus in Zürich ansprach, sich als Musikus Baumgartner vorstellte und mittheilte, er habe das Lied: ‹O mein Heimatland, o mein Vaterland› componirt». Der Volksschriftsteller Josef Reinhart nahm diese Angaben zum Vorwurf für sein Lebensbild «O mein Heimatland», in dem er 1941, auf dem Höhepunkt der Geistigen Landesverteidigung, die Entstehungsgeschichte des Liedes schilderte. Im Jahr 1846 sei Baumgartner Keller beim Helmhaus begegnet, habe ihn schüchtern angesprochen, das Gedichtbändchen aus der Tasche gezogen, von seiner Vertonung erzählt und ihn gebeten, dieselbe vorspielen zu dürfen. Keller habe mit Wärme, aber auch Skepsis reagiert, schliesslich «sei zu wenig Salz, zu wenig Pfeffer an dem Geköch; die Mannen, die solches singen müssen, wollen lieber Schützenfutter und Kanonendonner; aber sein Gedicht, er wisse nicht, es sei halt Augenwasser hineingetropft». Die beiden seien im Zunfthaus zur Meisen eingekehrt, wo Baumgartner erklärt habe, das Gedicht sei «ein Gebet, ist ein Gelübde, ich mein, die Verse rühren einem so ans Herz, dass auch der trockenste Leimsieder ein wenig auftauen muss, und das ist’s, was wir brauchen: die Herzen auftauen, wenn sie eingetrocknet sind». Dann hätten sich die beiden in Baumgartners Wohnung verfügt, wo jener das Lied bei offenem Fenster vorgespielt habe. Nach Endigung habe Keller ihn tief ergriffen gebeten, es noch einmal zu spielen, ihn dann in der Mitte unterbrochen, worauf die beiden Männer sich weinend in den Armen gelegen hätten. Als Baumgartner es dann zum zweiten Mal zu Ende gespielt habe, seien von draussen Bravorufe erschallt. Die beiden Künstler hätten so Freundschaft geschlossen.
Reinharts Anekdote erfreute sich seinerzeit grosser Beliebtheit und wurde in vielen Zeitungen nachgedruckt; sie ist aber weitgehend fiktiv. Die Jahresangabe 1846 ist zweifelhaft. Frey, der Keller erst 1877, also etwa 30 Jahre nach den Ereignissen, kennenlernte, sprach zurückhaltend von «bald nach dem Erscheinen der ersten Gedichte». Folgt man Konrad Widmers Datierungen im Werkkatalog, entstand das Lied erst 1848 und hatte Baumgartner bereits zuvor die beiden Keller’schen Gedichte Rückblick («Ich will spiegeln mich in jenen Tagen», 1846) und Waldstätte («Es sind vier Länder gelegen», 1847) vertont.
Die Vertonung liegt in zwei Fassungen vor. Baumgartner komponierte das Lied ursprünglich a cappella für vierstimmigen Männerchor. Diese Variante erschien 1851 unter dem Titel Ans Vaterland zusammen mit fünf weiteren Liedern (Op. 11,1). 1865 reichte er unter dem Titel An mein Vaterland ein Arrangement für Solo-Stimme mit Klavierbegleitung nach (Op. 29,2).
Die «treue Freundschaft» zwischen Baumgartner und Keller, von der Reinhart berichtet, entspricht der Realität. Vom 14. November 1848 ist ein Brief Baumgartners an Keller in Heidelberg erhalten. Am 28. Januar 1849 schrieb Keller von dort aus ausführlich an Baumgartner. Er nannte ihn dabei vertraulich «lieber Baum» und erzählte vom tiefen Eindruck, den Ludwig Feuerbach auf ihn machte. Frey berichtet ferner, Keller habe nach seiner Rückkehr von Berlin 1855 den Verkehr mit Baumgartner wieder aufgenommen und die beiden «blieben sich herzlich zugethan». Baumgartner vertonte in den 1850er und 1860er Jahren noch acht weitere Gedichte Kellers, wovon insbesondere der Sängergruss aufs eidgenössische Sängerfest in Zürich (1858) ebenfalls sehr beliebt wurde. Gottfried Keller wiederum dedizierte Baumgartner nach dessen frühem Ableben 1867 einen lyrischen Nachruf («Haltet, Freunde, eine kurze Weile»), den er am Schweizerischen Musikfest desselben Jahres vortrug.

### Form
Baumgartners komponierte das Lied im Drei-Viertel-Takt. Die Vortragsbezeichnung lautet: «mit Wärme, nicht schleppend». Die melancholische Grundstimmung von Kellers Gedicht milderte er mit der Dur-Tonart und punktierten Rhythmen. Ausserdem belebte er das schleppende Versmass, indem er die ersten beiden Silben eines Verses jeweils als Auftakt behandelte und die Hauptbetonung auf die dritte Silbe legte. So entstanden erhaben-beschwingte jambisch-daktylische Vierheber:
| xx x́ x x́ xx x́ x x́ xx x́ x x́ x x́ x x́ | O mein Heimatland! O mein Vaterland! Wie so innig, feurig lieb’ ich Dich! Schönste Ros’, ob jede mir verblich, Duftest noch an meinem öden Strand! |

Es handelt sich um ein einfaches Strophenlied mit drei Strophen. In der ersten Strophe wiederholt Baumgartner die erste Strophe der Vorlage, in den folgenden beiden Strophen kombiniert er jeweils zwei Strophen.

## Rezeption
Bei Erscheinen der Sechs Lieder für vier Männerstimmen 1851 wurden die Lieder in der Musikzeitschrift Signale für die musikalische Welt als «gute Unterhaltungsstücke, die auf solidem Boden entsprangen», angepriesen. Gelobt wurde ihre «leichte Sangbarkeit» und «Verständlichkeit», sie seien «klar, frei und ansprechend» und geeignet, «mit ganz leichter Mühe Effect zu machen». An mein Vaterland gebe «ein gemüthliches Heimathsehnen».
In der Schweiz wurde es rasch sehr beliebt. 1858 wurde es ins zweite Heft von Baumgartners Liedersammlung für die Schweizerischen Männerchöre, 1861 ins «Schweizerische Taschen-Liederbuch» Alpenröschen aufgenommen. Am Eidgenössischen Schützenfest 1859 wurde es von einem Herrn Landolt aus Aarau «mit kräftiger Tenorstimme» vorgetragen. Beim Sechseläuten 1874, an dem zeitgleich die Annahme der neuen Verfassung gefeiert wurde, sangen «viele hunderte von Sängern» vor dem Stadthaus den Schweizerpsalm und An mein Vaterland, ehe Melchior Römer seine Ansprache hielt. Im selben Jahr nannte der Präsident der Berner Liedertafel Lüscher bei einer Festansprache in Freiburg An mein Vaterland zusammen mit Rufst du, mein Vaterland als bestes Beispiel vaterländischen Liederguts und dabei gar eine «Hymne»:

„Qui n’aurait pas senti son cœur tressaillir d'ivresse aux accords délicieux de l’hymne immortel de Baumgartner: O mein Heimathland, o mein Vaterland, wie innig, feurig liebe ich dich!“

„Wer hätte sein Herz nicht berauscht zusammenzucken gefühlt bei den köstlichen Akkorden der unsterblichen Hymne Baumgartners ....“

Bis 1961 gehörte es in der Schweiz nebst dem Schweizerpsalm und Rufst du, mein Vaterland zum festen Repertoire bei Festakten und Bestattungen hochrangiger Personen. Diese drei Lieder galten auch als aussichtsreichste Kandidaten, als der Bundesrat im Frühjahr 1955 einem parlamentarischen Vorstoss «zur Anerkennung eines dem Volksempfinden entsprechenden Liedes als Landeshymne» stattgab. Die Tageszeitung Der Bund etwa machte sich anlässlich des Bundesfeiertages 1956 für An das Vaterland als Nationalhymne stark:
«Soll nun eine Nationalhymne nicht wesentlich die Liebe zum Heimatland kräftig zum Ausdruck bringen? Doch wohl! Ohne langes Suchen finden wir, wie dazu geschaffen, das in Worten wie in Melodie sehr schöne Lied ‹An das Vaterland› von W. Baumgartner [...]. Ich gestatte mir daher den Vorschlag, daß unsere Nationalhymne in Zukunft lauten soll: ‹O mein Heimatland, o mein Vaterland; Wie so innig, feurig lieb’ ich dich!›»
Weitere Kandidaten waren Heil dir, mein Schweizerland aus der Musik zur Calvenfeier des Bünders Otto Barblan und Landeshymne («Vaterland, hoch und schön») von Hermann Suter auf einen Text von Carl Albrecht Bernoulli. 1961 entschied sich der Bundesrat für den Schweizerpsalm und setzte ihn zunächst provisorisch als offizielle Landeshymne ein. 1981 wurde das verlängerte Provisorium aufgehoben.
Zur Zeit der Geistigen Landesverteidigung trug die Popularität von An mein Vaterland wesentlich zur Verklärung Kellers als «Schutzpatron angeblich unverfälschter Schweizer Literatur und Kultur» und «heimatverbundenen Nationalschriftsteller» bei. In einer Sondernummer der Zürcher Illustrierten zu Keller vom 5. Juli 1940 wurde ein Faksimile der handschriftlichen Fassung des als «heimliche Nationalhymne» bezeichneten Gedichts abgedruckt.
In der Gottfried Keller-Forschung und in der Germanistik im Allgemeinen wurde das Gedicht trotz seiner Beliebtheit  meist als unreifes Jugendwerk übergangen. Walter Muschg nahm es (wie auch andere «affirmativ gestimmte Vaterlandslyrik») nicht in die von ihm edierten Ausgewählten Gedichte auf und integrierte stattdessen demonstrativ ein eigentlich titelloses, kritisches Gedicht aus dem Nachlass («Weißt du, warum du büßen, / mein Vaterland, und leiden musst?») als An das Vaterland in die Abteilung Vaterland.

## Ausgaben
- Op. 11: Sechs Lieder für vier Männerstimmen. Componirt und dem Sängerverein «Stadt Zürich» gewidmet von seinem Director Wilhelm Baumgartner. Bartholf Senff, Leipzig 1851. (Katalog der Zentralbibliothek Zürich)
  - No. 1: Ans Vaterland von G. Keller: O mein Heimathland.
- Op. 29: Zwei Lieder für eine Singstimme mit Pianoforte. Gruß an die Schweizer Sänger. Gebrüder Hug, Leipzig 1865.
  - No. 2: An mein Vaterland von G. Keller: O mein Heimatland. (Digitalisat eines Nachdrucks um 1880 unter dem Titel Mein Heimatland)